# Крофорд (Небраска)
Крофорд (англ. Crawford) — місто (англ. city) в США, в окрузі Доз штату Небраска. Населення — 840 осіб (2020).

## Географія
Крофорд розташований за координатами 42°41′4″ пн. ш. 103°24′58″ зх. д. / 42.68444° пн. ш. 103.41611° зх. д. (42.684562, -103.415997).  За даними Бюро перепису населення США в 2010 році місто мало площу 3,04 км², уся площа — суходіл.

## Демографія
Згідно з переписом 2010 року, у місті мешкало 997 осіб у 470 домогосподарствах у складі 249 родин. Густота населення становила 328 осіб/км².  Було 567 помешкань (186/км²).
Расовий склад населення:
| - 95,6 % — білих - 0,9 % — корінних американців - 0,7 % — вихідців з тихоокеанських островів - 0,2 % — азіатів - 0,1 % — чорних або афроамериканців |

До двох чи більше рас належало 2,3 %. Частка іспаномовних становила 1,0 % від усіх жителів.
За віковим діапазоном населення розподілялося таким чином: 21,0 % — особи молодші 18 років, 51,5 % — особи у віці 18—64 років, 27,5 % — особи у віці 65 років та старші. Медіана віку мешканця становила 49,1 року. На 100 осіб жіночої статі у місті припадало 81,9 чоловіків;  на 100 жінок у віці від 18 років та старших — 82,4 чоловіків також старших 18 років.
Середній дохід на одне домашнє господарство  становив 43 139 доларів США (медіана — 28 553), а середній дохід на одну сім'ю — 64 240 доларів (медіана — 52 222). За межею бідності перебувало 23,1 % осіб, у тому числі 22,6 % дітей у віці до 18 років та 18,2 % осіб у віці 65 років та старших.
Цивільне працевлаштоване населення становило 472 особи. Основні галузі зайнятості: освіта, охорона здоров'я та соціальна допомога — 26,5 %, роздрібна торгівля — 15,3 %, будівництво — 13,3 %.